# Lyckantropen Themes
Lyckantropen Themes is de officiële soundtrack voor de Zweedse korte film Lyckantropen, deze soundtrack is in zijn geheel gecomponeerd door de Noorse avant-garde/blackmetalband Ulver.